# Moussa Maazou
Ouwo Moussa Maazou (Niamey, 25 augustus 1988) is een Nigerees profvoetballer die als aanvaller speelt. Met Niger nam hij deel aan het Afrikaans kampioenschap voetbal 2012 en 2013.

## Carrière
Daarvoor speelde hij bij Sporting Lokeren waar hij tot aan de winterstop van het seizoen 2008-2009 gedeeld topschutter was met 11 doelpunten. Hierdoor kwam er interesse en vanaf maart ging hij voor CSKA Moskou spelen. Hij kon er echter geen basisplaats afdwingen en in januari 2010 besloot de club hem voor 6 maanden uit te lenen aan het Franse AS Monaco, dat ook een optie tot koop in het contract opnam. De optie werd niet gelicht maar Girondins Bordeaux huurde de aanvaller voor een nieuw seizoen in de Franse Ligue 1. Halverwege het seizoen in januari 2011 werd het huurcontract ontbonden door een dispuut met de club. AS Monaco wilde de Nigerees graag weer terugzien en huurde de aanvaller voor de rest van het seizoen. Zowel bij Bordeaux als bij Monaco wist Moussa Maazou voornamelijk de bank warm te houden in het seizoen 2010-2011 door blessureleed. In 2011 hoopte hij zijn carrière te herlanceren in België en tekende een huurcontract bij SV Zulte Waregem. Niettegenstaande spaarde Maazou zich vooral voor de Afrika Cup en kwam in onmin met de trainer, Darije Kalezić, waardoor zijn avontuur bij Zulte Waregem uitdraaide tot een grote flop waarin hij nooit tot scoren kwam. Na onderling overleg verliet Maazou SV Zulte Waregem en tekende opnieuw een huurcontract bij de Franse tweedeklasser Le Mans UC. In de zomer van 2012 verliet hij Moskou en ging hij voor Étoile Sportive du Sahel spelen. Daarna speelde hij in Portugal, China en Denemarken.
Hij verruilde in 2017 AC Ajaccio voor RC Lens dat hem begin 2018 weer terugverhuurde aan AC Ajaccio. In april 2019 ging hij naar Ohod Club in Saoedi-Arabië. In september 2019 ging hij in Israël voor Sektzia Nes Ziona spelen.

## Statistieken[1]
| seizoen | club                     | land          | competitie                | wed. | goals |
| ------- | ------------------------ | ------------- | ------------------------- | ---- | ----- |
| 2005/06 | ASFAN                    | Niger         | Première Division         | 22   | 17    |
| 2006/07 | ASFAN                    | Niger         | Niger Premier League      | 34   | 20    |
| 2007/08 | KSC Lokeren              | België        | Jupiler League            | 8    | 1     |
| 2008/09 | KSC Lokeren              | België        | Jupiler League            | 23   | 14    |
| 2008/09 | FK CSKA Moskou           | Rusland       | Premjer-Liga              | 15   | 3     |
| 2009/10 | → AS Monaco              | Frankrijk     | Ligue 1                   | 22   | 8     |
| 2010/11 | → Girondins Bordeaux     | Frankrijk     | Ligue 1                   | 15   | 1     |
| 2010/11 | → AS Monaco              | Frankrijk     | Ligue 1                   | 1    | 0     |
| 2011/12 | → SV Zulte Waregem       | België        | Jupiler Pro League        | 4    | 0     |
| 2011/12 | → Le Mans UC             | Frankrijk     | Ligue 2                   | 15   | 2     |
| 2011/12 | Étoile Sportive du Sahel | Tunesië       | Nationale A               | 2    | 0     |
| 2012/13 | Étoile Sportive du Sahel | Tunesië       | Nationale A               | 10   | 3     |
| 2013/14 | Vitória SC               | Portugal      | Primeira Liga             | 25   | 4     |
| 2014/15 | CS Marítimo              | Portugal      | Primeira Liga             | 18   | 9     |
| 2014/15 | Changchun Yatai          | China         | Super League              | 26   | 6     |
| 2015/16 | Randers FC               | Denemarken    | Superligaen               | 10   | 1     |
| 2016/17 | Randers FC               | Denemarken    | Superligaen               | 0    | 0     |
| 2016/17 | AC Ajaccio               | Frankrijk     | Ligue 2                   | 35   | 7     |
| 2017/18 | AC Ajaccio               | Frankrijk     | Ligue 2                   | 5    | 1     |
| 2017/18 | RC Lens                  | Frankrijk     | Ligue 2                   | 11   | 1     |
| 2017/18 | → AC Ajaccio             | Frankrijk     | Ligue 2                   | 14   | 1     |
| 2018/19 | RC Lens                  | Frankrijk     | Ligue 2                   | 0    | 0     |
| 2018/19 | Ohod Club                | Saoedi-Arabië | Saudi Professional League | 4    | 1     |
|         |                          |               | Totaal                    | 319  | 100   |